# ストックホルム県ランスティング
ストックホルム県ランスティング (Stockholms läns lansting) はストックホルム県の公衆衛生と医療、交通を主に担当するランスティングである。ランスティング議会(landstingsfullmäktige)の定数は149名。会派は中央の議会(Riksdagen)に議席を持っている政党のうち、民主党を除く7党で構成されている。与党は穏健党（57議席）、自由党（15議席）、キリスト教民主党（7議席）、それに中央党（6議席）の非社会主義4党で、全議席中85議席を占める。
ストックホルム県ランスティングにはランスティング議会のもと、その決定を実行に移す執行委員会が設けられている。